# Opius heterocephalus
Opius heterocephalus är en stekelart som beskrevs av Fischer 1971. Opius heterocephalus ingår i släktet Opius och familjen bracksteklar. Inga underarter finns listade i Catalogue of Life.